# Dubiaranea albolineata
Dubiaranea albolineata là một loài nhện trong họ Linyphiidae. Loài này được phát hiện ở Peru.